# Хайнрих фон Рехберг
Хайнрих фон Рехберг (на немски: Heinrich von Rechberg; † 22 септември 1437, Айхщет) от благородническия швабски род Рехберг, е господар на Хоенрехберг (при Швебиш Гмюнд), Гамертинген и Хетинген.

## Произход
Той е единственият син на Вилхелм фон Рехберг, господар на Хоенрехберг († сл. 15 септември 1401), и съпругата му София фон Феринген, единствената дъщеря на Хайнрих IV фон Феринген, господар на Хетинген († 25 март 1366), и Уделхилд фон Цолерн-Шалксбург († 16 октомври 1382), сестра на граф Фридрих III фон Цолерн-Меркенберг († 1378).
Родът е издигнат през 1577 г. на фрайхерен и през 1607 г. на графове.

## Фамилия
Хайнрих фон Рехберг-Хетинген се жени пр. 4 юли 1391 г. за Агнес фон Хелфенщайн († сл. 1416), дъщеря на граф Улрих XIII фон Хелфенщайн († 1375) и съпругата му Анна фон Йотинген († 1410/1411), дъщеря на граф Лудвиг XI фон Йотинген († 1370) и графиня Имагина фон Шауенбург († 1377). Те имат десет деца:
- Албрехт II фон Хоенрехберг (* 1389/1390; † 9 септември 1445, Айхщет), домхер в Айхщет 1419, пропст в Хериден 1422, домхер в Констанц, княжески епископ на Айхщет (1429 – 1445)
- Вилхелм II фон Рехберг 'Стари' († ок. 8 септември 1453), господар на Вайсенщайн, Драутхайм, Баленберг, Вайкерсхайм, вицедом в Амберг 1429, императорски съветник 1430, съдия в Нюрнберг 1435, женен на 15 юни 1426 г. за Йоланда фон Хиршхорн († сл. 30 декември 1446), дъщеря на Ханс (Йохан) V фон Хиршхорн († 18 ноември 1426) и Иланд фон Даун († сл. 4 февруари 1421)
- Конрад († сл. 1419), в немския орден-комтур на Виненден 1419
- Хайнрих († сл. 1424)
- Анна († сл. 1431), омъжена за Вилибалд фон Полхайм цу Вартенберг
- Агнес († пр. 8 март 1435), монахиня в Кирхберг 1431
- Волф († сл. 1438)
- Георг († сл. 1479), пфлегер в Лауинген, fl. 1444 – 79
- Улрих I фон Рехберг († 10 юли 1458, Франкфурт на Майн), наречен „ин де Капен“, господар на Хоенрехберг, женен пр. 25 юли 1455 г. за Агнес фон Матч († сл. 1464), вдовица на граф Хайнрих VII фон Верденберг-Зарганс-Зоненберг († сл. 1447), дъщеря на граф Улрих VI фон Матч-Кирхберг († 1443/1444) и Барбара фон Щаркенберг († 1425/1430)
- Ханс фон Рехберг (* ок. 1410; † 13 ноември 1474, убит във Филинген, Фрайбург), господар на Рехберг-Хоенрехберг, Гамертинген, ерцхерцогски съветник, женен I. ок. 1432 г. за Вероника фон Валдбург († ок. 1443), II. пр. 1 август 1446 г. за Елизабет фон Верденберг-Зарганс († 23 август 1469)